# اقتصاد کره شمالی
اقتصاد کره شمالی یک اقتصاد متمرکز برنامه‌ریزی شده است. این اقتصاد پس از بنیان‌گذاری ایدئولوژی جوچه، دارای نقش طرح‌های تخصیصی بازار آزاد محدودی بوده است ولی با این حال، روند مشارکت و ظهور بازارهای آزاد در این کشور روندی افزایشی داشته‌ است. تا تاریخ ۲۰۲۲، کره شمالی به پایبندی اساسی خود به اقتصاد دستوری متمرکز ادامه می‌دهد. این کشور دارای مجموع تولید ناخالص داخلی ۲۸٫۵۰۰ میلیارد دلار تا سال ۲۰۱۶ بوده است. برخی از آزادسازی‌های اقتصادی، به ویژه پس از به قدرت رسیدن کیم جونگ اون در سال ۲۰۱۲ میلادی، وجود داشته‌است، اما گزارش‌های متضادی بر سر قوانین و مصوبات خاص آن نیز در منابع موجود است. از دهه ۱۹۹۰، فعالیت بازارهای غیررسمی افزایش یافته است و نظام تمامیت‌خواه کره شمالی فعالیت این بازار غیر رسمی را مجاز و یا حداقل تحمل کرده‌است. این بازارها به نام «Jangmadang» نامیده می‌شوند و در نتیجه فروپاشی اقتصادی در دهه ۱۹۹۰ میلادی و به دلیل ناتوانی نظام سیاسی در توزیع غذا در بین مردم شکل گرفتند.
فروپاشی بلوک شرق از سال ۱۹۸۹ تا ۱۹۹۲، و سقوط منبع اقتصادی اصلی کره شمالی ،اتحاد جماهیر شوروی، اقتصاد کره شمالی را وادار کرد تا روابط اقتصادی خارجی خود را دوباره تنظیم و تغییر دهد. از نتایج این تغییرات می‌توان به افزایش مبادلات اقتصادی با کره جنوبی اشاره کرد. چین بزرگ‌ترین شریک تجاری کره شمالی است. ایدئولوژی جوچه کره شمالی منجر به خودبسندگی این کشور در محیط تحریم‌های بین‌المللی شده است. در حال حاضر اقتصاد کنونی کره شمالی هنوز تحت سلطه صنایع دولتی و مزارع جمعی است. با این‌حال، سرمایه‌گذاری خارجی و استقلال شرکت‌ها افزایش یافته‌است.
کره شمالی از عواقب جنگ کره تا اواسط دهه ۱۹۷۰ تولید ناخالص داخلی مشابهی با همسایه خود کره جنوبی داشت، اما در اواخر دهه ۱۹۹۰ و اوایل قرن بیست و یکم تولید ناخالص داخلی سرانه کمتر از ۲۰۰۰ دلار را ثبت کرد. در سال ۲۰۱۸، بانک کره، کره جنوبی رشد تولید ناخالص داخلی کره شمالی را ۴٫۱-٪ تخمین زد. برای اولین بار، در سال ۲۰۲۱، بخش خصوصی کره شمالی از بخش دولتی پیشی گرفت.

## نگارخانه

نمودار ساده شده روند برنامه ریزی سیاست‌های اقتصادی کره شمالی را نشان می‌دهد
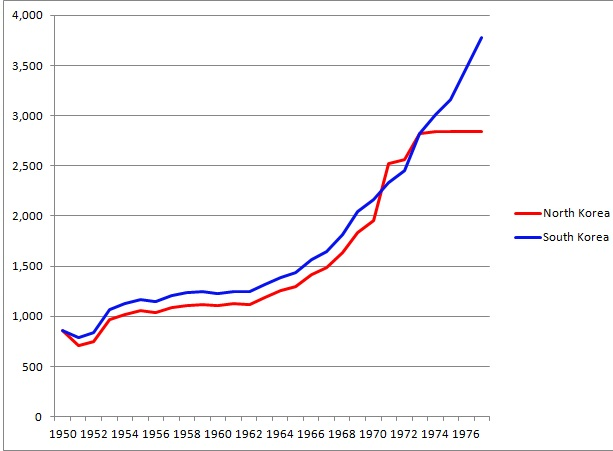
مقایسه روند تولید ناخالص داخلی سرانه دو کره از سال ۱۹۵۰ تا ۱۹۷۷ (در 1990 Geary–Khamis dollars )
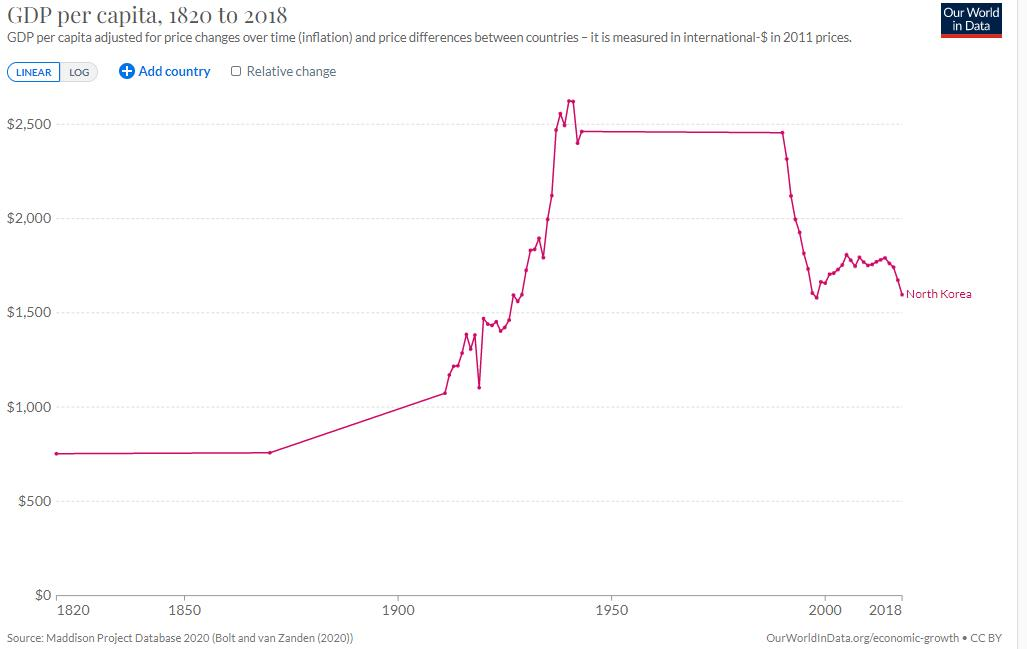
برآورد تولید ناخالص داخلی سرانه تاریخی کره شمالی
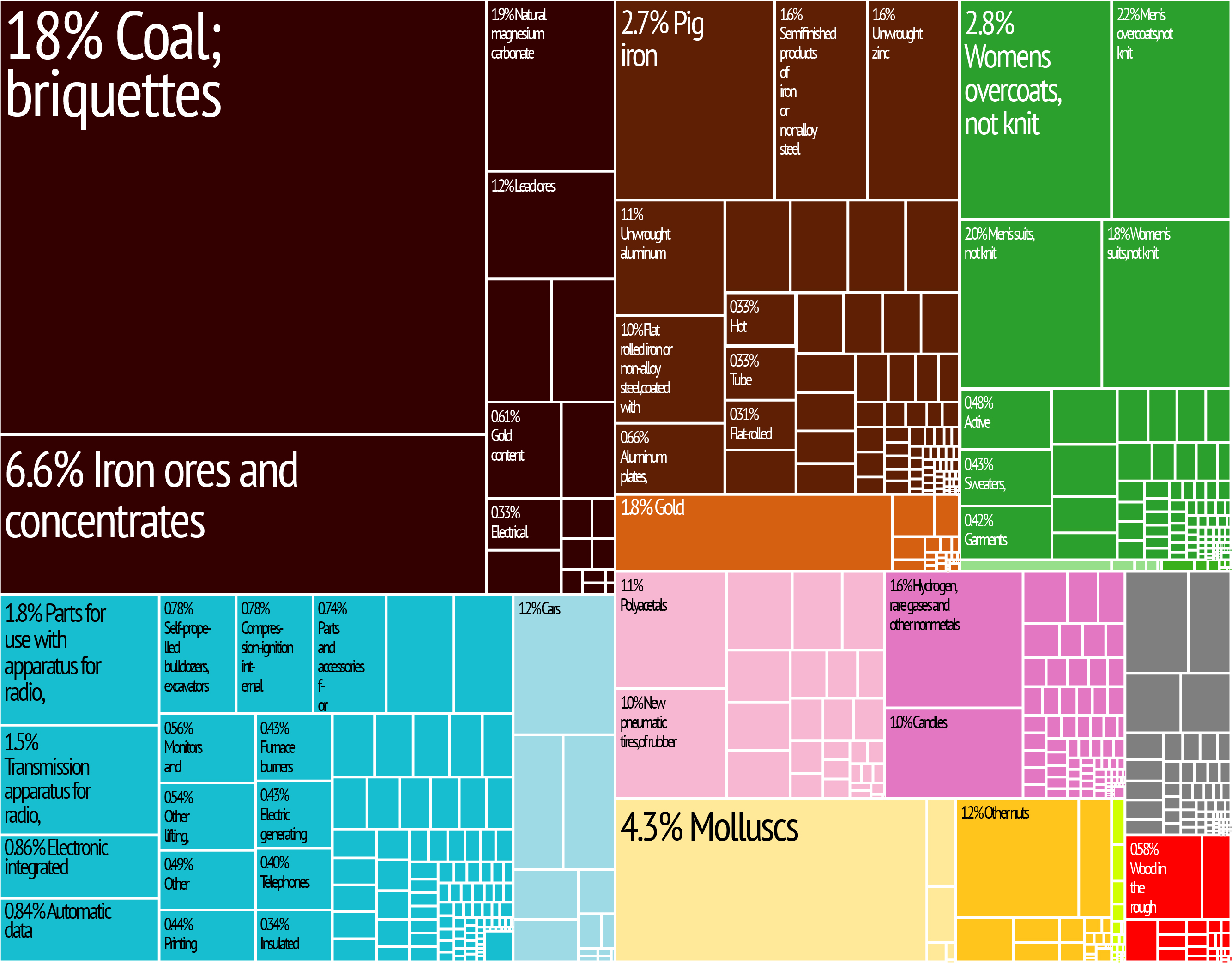
صادرات کره شمالی (نسبی)

## رشد تولید ناخالص داخلی بر اساس سال
| ۱۹۹۰ | ۱۹۹۵  | ۱۹۹۹ | ۲۰۰۰ | ۲۰۰۱ | ۲۰۰۲ | ۲۰۰۳ | ۲۰۰۴ | ۲۰۰۵ | ۲۰۰۶  | ۲۰۰۷  | ۲۰۰۸ | ۲۰۰۹  | ۲۰۱۰  | ۲۰۱۱ | ۲۰۱۲ | ۲۰۱۳ | ۲۰۱۴ | ۲۰۱۵  | ۲۰۱۶ | ۲۰۱۷  | ۲۰۱۸  | ۲۰۱۹ | ۲۰۲۰  |
| ---- | ----- | ---- | ---- | ---- | ---- | ---- | ---- | ---- | ----- | ----- | ---- | ----- | ----- | ---- | ---- | ---- | ---- | ----- | ---- | ----- | ----- | ---- | ----- |
| ۴٫۳٪ | -۴٫۴٪ | ۶٫۱٪ | ۰٫۴٪ | ۳٫۸٪ | ۱٫۲٪ | ۱٫۸٪ | ۲٫۱٪ | ۳٫۸٪ | -۱٫۰٪ | -۱٫۲٪ | ۳٫۱٪ | -۰٫۹٪ | -۰٫۵٪ | ۰٫۸٪ | ۱٫۳٪ | ۱٫۱٪ | ۱٫۰٪ | -۱٫۱٪ | ۳٫۹٪ | -۳٫۵٪ | -۴٫۱٪ | ۰٫۴٪ | -۴٫۵٪ |